# Tuniška rukometna reprezentacija
Tuniska rukometna reprezentacija predstavlja državu Tunis u športu rukometu.
Krovna organizacija:

## Poznati igrači i treneri

### Svjetsko prvenstvo 2019.
Popis igrača za svjetsko prvenstvu 2019.: Kamel Alouini, Rafik Bacha, Ahmed Bedoui, Anouar Ben Abdallah, Youssef Benali (rukometaš), Oussama Boughanmi, Marouan Chouiref, Mahmoud Gharbi, Khaled Haj Youssef, Oussama Hosni, Jihed Jaballah, Wael Jallouz, Oussama Jaziri, Youssef Maaraf, Marouène Maggaiez, Ramzi Majdoub, Makrem Missaoui, Achraf Saafi, Mosbah Sanai, Wajdi Sinen, Mohamed Soussi, Issam Tej.

## Nastupi naAP
- prvaci: 2018., 2012., 2010., 2006., 2002., 1998., 1994., 1979., 1976., 1974.
- doprvaci: 2020., 2016, 2014., 2008., 2004., 1996., 1992., 1985.
- treći: 2000., 1991., 1989., 1987., 1983., 1981.

## Nastupi naMI
Almería 2005.: 3. mjesto